# ATP Barcellona 1976
L'ATP Barcellona 1976 è stato un torneo di tennis giocato sulla terra rossa. È stata la 2ª edizione del torneo che fa parte del Commercial Union Assurance Grand Prix 1976. Si è giocato a Barcellona in Spagna dal 4 al 10 aprile 1976.

## Campioni

### Singolare maschile
Paolo Bertolucci ha battuto in finale  Jun Kuki con il punteggio di 6–1 3–6 6–1 7–6

### Doppio maschile
Wojciech Fibak /  Jacek Niedzwiedzki hanno battuto in finale  Colin Dowdeswell /  Paul Kronk con il punteggio di 6–2, 6–3